# 키프로스 항공 (1947-2015년)의 운항 노선
아래는 키프로스 항공의 취항지 목록이다.

## 운항 노선

### 아시아
- 레바논
  - 베이루트 - 베이루트 국제공항
- 이스라엘
  - 텔아비브 - 벤구리온 국제공항

### 유럽

#### 서유럽
- 영국
  - 런던 - 런던 스탠스테드 공항
- 프랑스
  - 파리 - 파리 샤를 드 골 공항
- 독일
  - 프랑크푸르트암마인 - 프랑크푸르트 국제공항
  - 뮌헨 - 뮌헨 국제공항 계절편
- 네덜란드
  - 암스테르담 - 암스테르담 스키폴 국제공항

#### 중유럽
- 스위스
  - 취리히 - 취리히 공항 계절편

#### 남유럽
- 그리스
  - 아테네 - 아테네 국제공항
  - 테살로니키 - 테살로니키 국제공항 계절편
  - 이라클리오 - 이라클리오 국제공항
- 키프로스
  - 라르나카 - 라르나카 국제공항 허브

#### 동유럽
- 러시아
  - 모스크바 - 셰레메티예보 국제공항
- 불가리아
  - 소피아 - 소피아 공항 계절편